# Tommy Bechmann
Tommy Bechmann (ur. 22 grudnia 1981 w Aarhus) – duński piłkarz występujący na pozycji napastnika.

## Kariera klubowa
Bechmann jako junior grał w klubach Hjortshøj/Egå IF, Aarhus GF, IK Skovbakken oraz FC Aarhus. W 2002 roku przeszedł do pierwszoligowego Esbjerg fB. W lidze duńskiej zadebiutował 28 lipca 2002 w przegranym 1:2 meczu z Aalborg BK. Od czasu debiutu Bechmann stał się podstawowym graczem Esbjergu. 4 sierpnia w zremisowanym 2:2 meczu z Aarhus GF strzelił pierwszego gola w trakcie gry w ekstraklasie. W sezonie 2003/2004 z 19 bramkami na koncie wraz z Steffenem Højerem, Mwape Mitim oraz Mohamedem Zidanem został królem strzelców ligi duńskiej.
W 2004 roku przeszedł do niemieckiego VfL Bochum występującego w Bundeslidze. W tych rozgrywkach zadebiutował 7 sierpnia 2004 w zremisowanym 2:2 pojedynku z Herthą Berlin. 19 września 2004 w zremisowanym 1:1 meczu z Freiburgiem zdobył pierwszą bramkę w trakcie gry w Bundeslidze. W sezonie 2004/2005 zajął z klubem 16. miejsce w lidze i spadł z nim do drugiej ligi. Po roku jego klub powrócił do ekstraklasy. W Bochum Bechmann grał jeszcze przez dwa sezony.
W 2008 roku odszedł do drugoligowego SC Freiburg. Pierwszy ligowy występ zanotował tam 17 sierpnia 2008 w wygranym 2:1 meczu z TSV 1860 Monachium. W sezonie 2008/2009 uplasował się z klubem na 1. miejscu w lidze i awansował z nim do ekstraklasy.
W 2011 roku przeszedł do SønderjyskE Fodbold. W 2017 zakończył karierę.

## Kariera reprezentacyjna
Bechmann jest byłym młodzieżowym reprezentantem Danii. Był graczem reprezentacji U-19, U-20 oraz U-21. W sumie w drużynach młodzieżowych zagrał 21 razy i zdobył 11 bramek.